# Koladzicze (obwód miński)
Koladzicze (biał. Калядзічы, ros. Колядичи) – wieś na Białorusi, w obwodzie mińskim, w rejonie mińskim, w sielsowiecie Siennica. Od północy graniczy z Mińskiem.
Znajduje się tu zakład Coca-Coli oraz przystanek kolejowy Czyhunaczny i  stacja kolejowa Koladzicze na linii Osipowicze – Mińsk Osobowy.